# Anderson Bamba
Anderson Soares de Oliveira, meglio conosciuto come Anderson Bamba (São Gonçalo, 10 gennaio 1988), è un ex calciatore brasiliano, di ruolo difensore.